# János Czetz
János Czetz (ur. 1822, zm. 1904) – generał armii węgierskiej, dowódca armii siedmiogrodzkiej.
Od 1846 pracował w Wiedeńskim Instytucie Kartograficznym. Od sierpnia 1848 w randze porucznika walczył po stronie powstania węgierskiego (w 62. pułku piechoty). Od 1 października w sztabie gen. Mészárosa, ministra wojny. Od 30 października 1848 major i szef sztabu tworzonej w Kolożwarze armii siedmiogrodzkiej, a także jej tymczasowy dowódca, do przybycia gen. Bema. Pod jego rozkazami pełnił obowiązki dowódcy brygady. Po wyruszeniu Bema do Banatu był tymczasowym dowódcą armii siedmiogrodzkiej. 8 maja 1849 mianowany został generałem. Ciężki wypadek konny wykluczył go z działań kampanii letniej. W roku 1859 był jednym z organizatorów Legionu Węgierskiego we Włoszech. Jeszcze w tym samym roku, po pokoju w Villafranca wyemigrował do Argentyny. W Buenos Aires założył Wojskowy Instytut Kartograficzny i przez 25 lat był dyrektorem Akademii Wojskowej (Colegio Militar).